# Pettkó János
Felső-driethomai Pettkó János (Felső-Drietoma, 1812. november 11. – Pozsony, 1890. október 20.) császári és királyi bányatanácsos, geológus a Magyar Tudományos Akadémia levelező tagja.

## Élete
Pettkó Dániel birtokos, megyei táblabiró és Hradszky Krisztina fia. Győrben és Pozsonyban az evangélikus líceumban végezte tanulmányait. Atyja fiát papnak szánta, ezért két évig teológiát is tanult és a papi szigorlatot is letette, azonban gyakornoknak állott be a trencsénmegyei másodalispánhoz. Három évi gyakornokoskodása mellett magáévá tette a jogtudományokat és a magyar, német nyelv mellett megtanulta a franciát is. Jogi vizsgáit Eperjesen tette le.
Hazatérve, 24. évében Selmecre ment, végighallgatta a bányászati és erdészeti tanfolyamot és megtanult angolul, ezalatt ösztöndíjat is nyert. Gyakornoknak rendelték a körmöci kohóhoz, ahol leginkább a kémlészet és fémbeváltás volt feladata. 1842-ben az orvosok és természetvizsgálók Besztercebányán tartott nagygyűlésén is részt vett. Azon időben a bányászat és pénzverés ügyét kormányzó császári és királyi udvari kamara rendeletével Bécsbe hivatott 1 forint napidíj mellett ásványtani előadásokat hallgatni, melyeket Wilhelm Haidinger tartott. Pettkót azonban utasították Loewe Sándor, a pénzverőház igazgatójának vezetése alatt a kémiai laboratóriumban is dolgozni, mivel még az ásványtani előadások alatt kinevezték ellenőrré az aranyidkai foncsorlási hivatalhoz. Ezen állomást azonban sohasem foglalta el, mert előbb be kellett fejezni tanfolyamát és abból vizsgázni. Ezután azonnal kiküldték külföldre tanulmányi útra. Cseh- és Szászország vidékein át a Harz-hegységhez ért Andreasbergbe, amikor báró Karl Friedrich Kübeck elnöki rendeletét kézhez kapta, amely szerint Selmecbányára hívták a mineralógiai és geológiai tanszékre helyettes tanárnak 1000 forint fizetéssel. 1843 októberében megkezdte tanári pályáját. 1847-ben akadémiai rendes tanári állomást és az ezzel összekötött bányatanácsosi címet nyert. Mellesleg megbízták, hogy az erdésznövendékeknek zoológiát, botanikát és geológiát adjon elő, azonfelül sok évig reáruházták az akadémiai tanács folyó ügyeinek előadói tisztjét is.
Tanulmányai közben gyűjtött adatait feldolgozta Selmecbánya és vidékének geológiai térképe és leírása alakjában. Legnevezetesebb vívmánya volt a vihnyei nummulit-réteg konstatálásából levont bizonyítása a korhatározásra nézve, mellyel kétségen kívül helyezte, hogy a selmeci fémtelérek keletkezése a harmadkorba teendő és régebbre vissza nem vezethető. 1848-ban Videfalván, Kubinyi Ágoston házában többen gyűltek össze, közöttük Pettkó is, első értekezletre egy magyarhoni földtani és bányászegylet alapítása érdekében és 1850-ben Budapesten végleg megalakult az egyesület. 1861. december 20-án a Magyar Tudományos Akadémia levelező tagjának választotta. 1867-1868-ban szemevilága megfogyatkozott, ezért időnként felmentették a tanári teendői alól, míg végre 1871-ben nyugdíjazták. Vagyoni veszteség is érte, úgy hogy Selmectől leánya és férje magukhoz vették; eleinte az Alföldre, utóbb Bazinba, vejének birtokára, majd végül az unokák iskoláztatása végett Pozsonyba vonult a család, Pettkó is velük ment és ott töltötte utolsó napjait. Vele trencsénmegyei családjának neve is sírba szállt. A Magyar Tudományos Akadémiában Mednyánszky Dénes báró 1892. május 30-án tartott fölötte emlékbeszédet.

## Írásai
Cikkei a Haidinger Berichtjében (I. 1846. Parallelopipedische Grundgestalten, II. 1846-1847. Der Süsswasserquarz von Klinnik, Lutila, Deutsch-Litta etc., III. 1847. Erhebungskrater bei Schemnitz, VI. 1850. Über den erloschenen Vukán Zápolenka in der Nähe von Schemnitz, VII. 1851. Über einen bei Schemnitz gesehenen Feuer-Meteor); az Abhandlungen der k. k. geol. Reichs-Anstalt-ban (Wien, 1858. Geologie des Honther Comitats); a Magyar Földtani Társulat Munkálataiban (1856. Jelentés Magyarországnak March folyóval határos részéről, melyet a magyarhoni földtani társulat megbízásából 1852. őszszel földtani vizsgálat alá vett, földtani térképpel, Jegyzéke azon barometrummal tett magasságméréseknek, melyeket P. 1852. őszszel a Kis-Kárpátokban, a Fehérhegységben, a Javorinahegységben és a szomszédos lapályokban véghezvitt); a Magyarhoni Természetbarátban (1857. Szklenó és Vihnye fürdőhelyek Selmecznél, 9 kőny. rajzzal, Érdekes földismei kirándulások Szklenóból és Vihnyéből), színezett földtani térképpel); a Magyar Akadémiai Értesítőben (Math. és Term. Közl., III. 1862-63. Az őslénytani és földtani főkorszakoknak alapokáról, IV. 1864. Parádi Enargit); a Math. és Term. Közleményekben (II: 1863. Körmöczbányának tengerszín fölötti magassága megmérve légsúlymérői észleletek által, melyek 1853. máj. 22-26-ig Körmöczbányán és Selmeczbányán tétettek, III. 1865. Magasságmérések, Meteorologiai észleletek Selmeczbányán 1845-51-ig); a Magyar orvosok és természetvizsgálók Munkálataiban (VIII. 1863. Jelentés a brenbergi kőszénbánya környékének természetrajzi nevezetességeiről, IX. 1864. Bacur-Dubovai felvettetési kráter); a Verhandlungen für Naturkundeban (Abhandlungen I. 1866. Geologischer Bau des niederungarischen Montan-Bezirkes); a Földtani Közlönyben (1891. Észrevételek Selmecz vidékének geologiai térképéhez, Érdekesebb geologiai pontok Selmecz környékén); a Magyar Nyelvőrben (1873. A magyar nyelv a törvénykönyvben).

## Művei
- Geognostische Skizze der Gegend von Kremnitz. Mit der geognost. Karte der Gegend von Kremnitz. Masstab: 1:72,000. Wien, 1847
- Tubicaulis von Ilia bei Schemnitz. Uo. 1849. Térképpel (különnyomat a Haidinger Berichtjéből)
- Die geologische Karte der Gegend von Schemnitz. Uo. év n.
- Geologische Karte des westl. Theiles von Ungarn an der March. Mit Carton: Ideales Querprofil der Kleinen Karpathen zwischen Detrekő und Vöröskő (1" = 400 fok W.). Lithohcrom. Ofen, 1856 (Aus d. Arbei der geolog. Gesellschaft f. Ungarn 1. Heft.)
- Die jüngste Controverse über die Theorie der Eiszeit. Wien, 1865 (különnyomat a Berg- u. Hüttenm. Jahrbuch XIV. kötetéből)